# Skutvik
Skutvik (eller Skutvika, lulesamiska: Skutvijkka) är en tidigare tätort i Hamarøy kommun i Nordland fylke i norra Norge. Orten ligger vid  fylkesväg 81, längst ut i sydväst på halvön Hamarøya, med Økssundet i väster och söder, på den norra sidan av Sagfjorden. 2011 fanns det 212 invånare i området närmast kring orten.
Skutvik har bland annat en livsmedelsaffär, elektronikaffär, bilverkstad, pensionat med kafé, fiskecamp, campingplats, grundskola och förskola. Största arbetsgivare är fisk-bearbetningsanläggningen Mainstream Norway, avdelning Skutvik.
Sedan 2002 räknas orten inte längre som en tätort.

## Kommunikationer
- Fylkesväg 81 är en fylkesväg som går från E6 i Ulvsvåg till Skutvik (35,9 kilometer).
- Färjeförbindelsen från Skutvik till Skrova och Svolvær i Lofoten går över Vestfjorden och förbinder fylkesväg 81 med E10.
- Snabbfärjan mellan Svolvær och Bodø anlöper Skutvik.

## Sevärdheter
- Fjället Hamarøyskaftet ligger cirka sju - åtta kilometer nordöst om Skutvik och är känt för sin distinkta form.
- Nesströmmen (norska: Nesstraumen) finns fem kilometer öster om Skutvik och är en av världens starkaste tidvattenströmmar. Den flyter mellan halvöarna Neset och Finnøya.
- Skulpturlandskap Nordland med skulpturen "Stella Maris" (nordsamiska: Sjöstjärna) av Steinar Christensen ligger bredvid stranden i Skutvik.
- På halvön Nes och på ön Hundsøya har registrerats 29 gravhögar, varav de flesta är daterade till yngre stenåldern.[5]

## Bilder

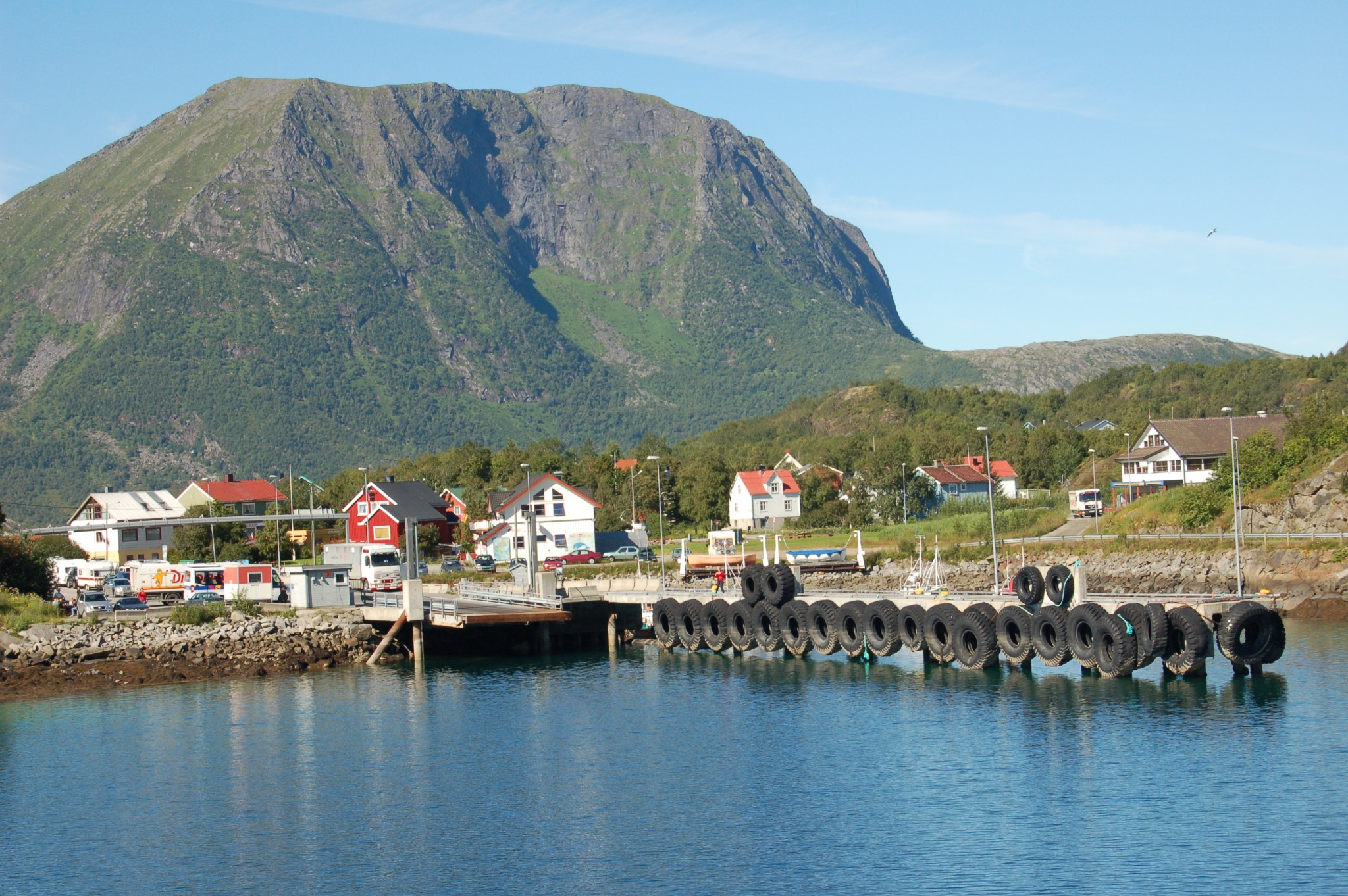
Färjeläget i Skutvik.
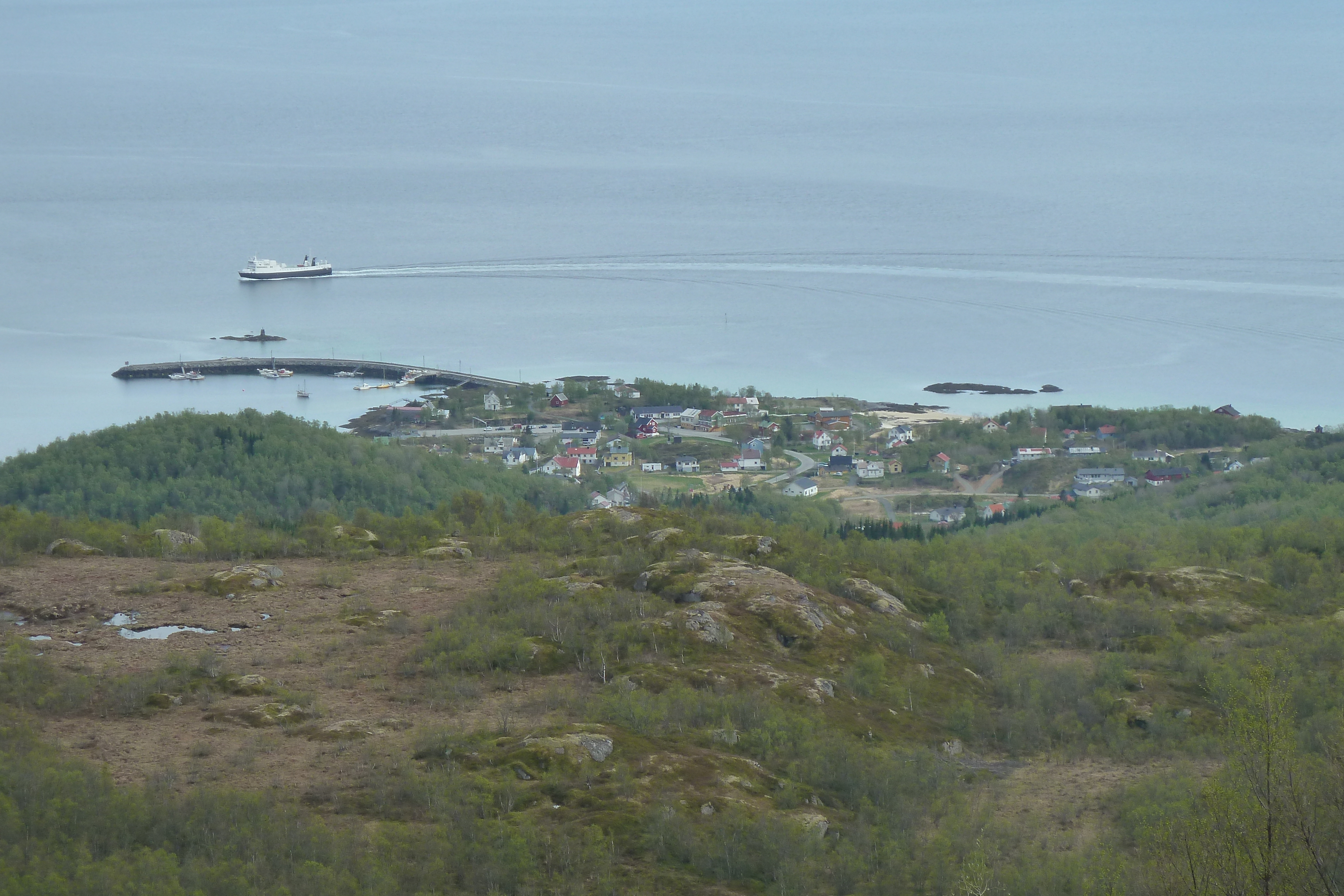
Skutvik och bilfärjan "Vågan".